# ニュルンベルク裁判

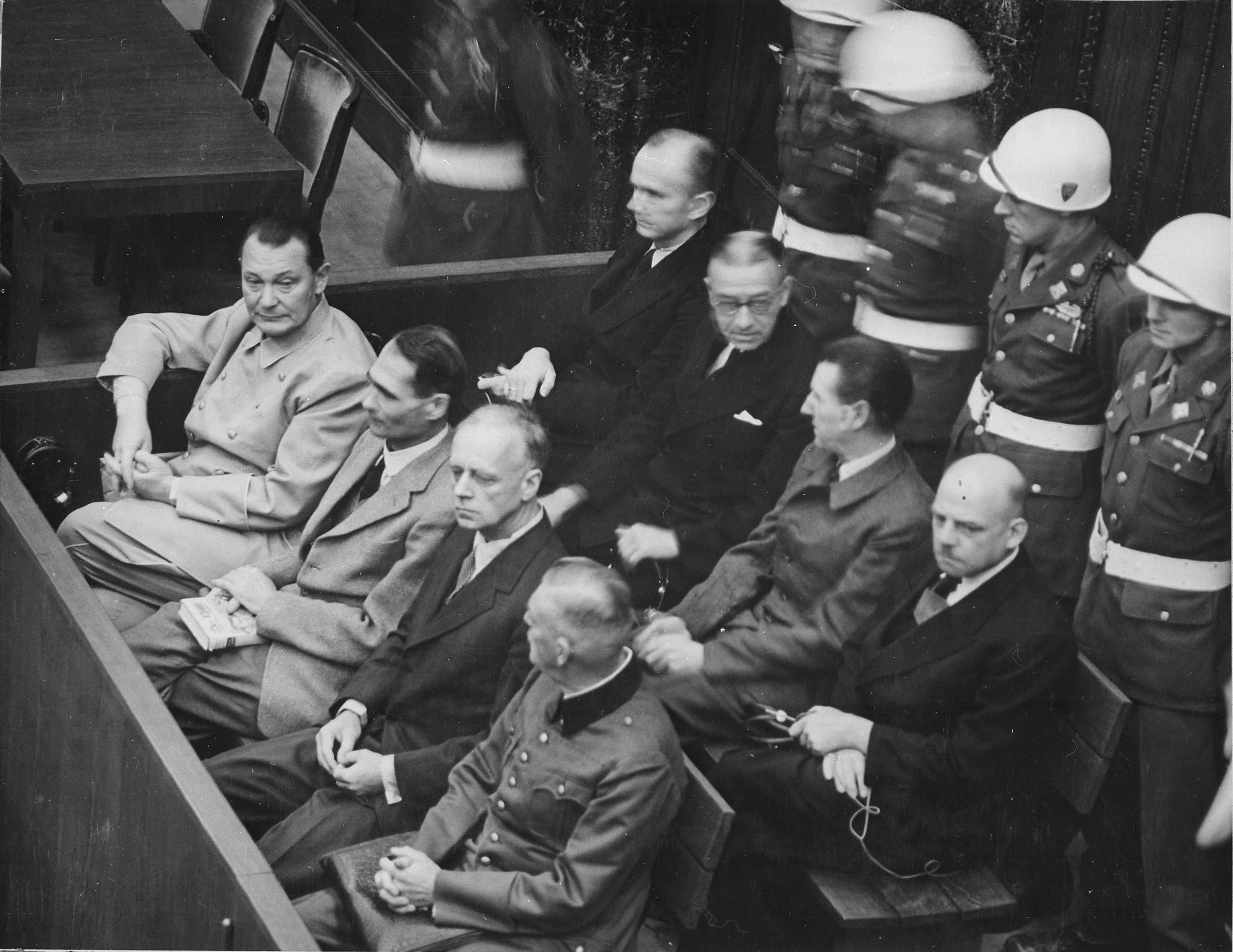
ニュルンベルク裁判の被告席（前列奥からヘルマン・ゲーリング、ルドルフ・ヘス、ヨアヒム・フォン・リッベントロップ、ヴィルヘルム・カイテル、後列奥からカール・デーニッツ、エーリヒ・レーダー、バルドゥール・フォン・シーラッハ、フリッツ・ザウケル）

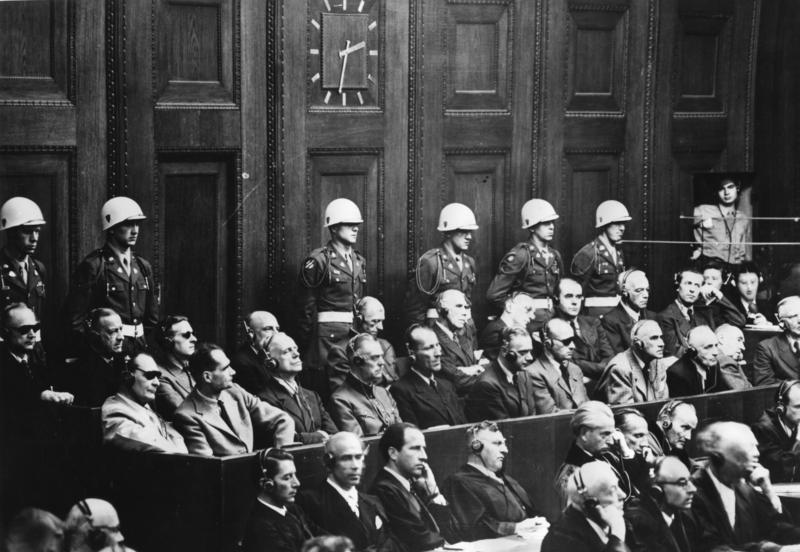
ニュルンベルク裁判の被告席（後列手前から、デーニッツ、レーダー、シーラッハ、ザウケル、アルフレート・ヨードル、フランツ・フォン・パーペン、アルトゥール・ザイス＝インクヴァルト、アルベルト・シュペーア、コンスタンティン・フォン・ノイラート、ハンス・フリッチェ。 前列手前から、ゲーリング、ヘス、リッベントロップ、カイテル、エルンスト・カルテンブルンナー、アルフレート・ローゼンベルク、ハンス・フランク、ヴィルヘルム・フリック、ユリウス・シュトライヒャー、ヴァルター・フンク、ヒャルマル・シャハト）

ニュルンベルク国際軍事裁判（ニュルンベルクこくさいぐんじさいばん）は、第二次世界大戦において連合国によって行われたナチス・ドイツの戦争犯罪を裁く国際軍事裁判である（1945年11月20日 - 1946年10月1日）。国家社会主義ドイツ労働者党（ナチ党）の党大会開催地であるニュルンベルクで開かれた。日本の極東国際軍事裁判（東京裁判）と並ぶ二大国際軍事裁判の一つ。
最初の主な裁判（英語：Trial of the Major War Criminals Before the International Military Tribunal, IMT）と、それに続く、ニュルンベルクを占領統治していたアメリカ合衆国による12の裁判（英語：Nuremberg Military Tribunals, NMT. 1949年4月14日まで行われ、一般には「ニュルンベルク継続裁判」として、最初の主な裁判とは区別される）で構成された。

## 前史

### 戦前の認識
第一次世界大戦後の1919年1月、連合国は、国家元首をも含む戦争開始者の責任を裁く国際法廷の設置について討議を行った。この方針は採択されなかったものの、ヴェルサイユ条約に前ドイツ皇帝ヴィルヘルム2世を国際条約の信義に背いたとして国際法廷で裁くという条項に反映された。しかしヴィルヘルム2世の裁判は実現せず、またドイツの戦争犯罪容疑者を国際法廷で裁くこともドイツ側の拒否にあい、ライプツィヒ戦争犯罪裁判として行われたドイツ国内の戦犯裁判は、ほとんど形式的なものに過ぎなかった。
また、オスマン帝国のアルメニア人虐殺に対しては、連合国側の15人委員会が「人道に対する罪」として取り上げようとした際、アメリカおよび日本は「これを認めれば、国家元首が敵国の裁判にかけられることになる」として反対した。またアメリカは国際法廷の設置そのものに前例がないとして反対した。その後も国際法廷に関する協議は行われていたが、明確な条約は締結されなかった。

### 連合国の戦犯裁判方針の形成
第二次世界大戦勃発直後から、連合国間ではドイツによる前例のない残虐行為を非難する声が高まっていた。1940年11月にはポーランド亡命政府とチェコスロバキア亡命政府が、ドイツの占領下にある両国の領域における残虐行為は、史上例がないと非難した共同宣言を発表した。1941年10月25日にはアメリカ合衆国のフランクリン・ルーズベルト大統領とイギリスのウィンストン・チャーチル首相がそれぞれドイツの残虐行為を非難する声明を発表し、特にチャーチルは「これら犯罪の懲罰は、今や主要な戦争目的の一つ」であるとした。11月5日にはソビエト連邦のヴャチェスラフ・モロトフ外相も同様の発言を行い、英米と歩調を合わせた。
1942年1月13日にはセント・ジェームズ宮殿に集まったベルギー、ルクセンブルク、チェコスロバキア、ポーランド、ギリシャ、オランダ、ノルウェーの各亡命政府代表と自由フランス代表が「組織された裁判の手続きにより」、市民に対する残虐犯罪を犯したもの達を処罰することを、「主要な戦争目的の中に入れる」ことを決議した。オブザーバーとして参加していた中華民国の代表もこの原則に同意し、この方針を中国大陸に存在する日本軍にも適用する意志を示した。またソビエト連邦もこの方針に同意した。イギリスは戦犯裁判に当初乗り気ではなかったが、これらの国々の突き上げによって戦犯裁判について検討せざるを得なくなった。また、日本の占領によってイギリスの軍民が被害を受けているという報告が多く寄せられ始めたことも背景にあった。6月にはチャーチルが連合国戦争犯罪捜査委員会の設置をアメリカに示唆し、7月には閣議でこの方針を承認するとともに、戦争犯罪人の扱いに関する内閣委員会を設置することを決定した。 この討議では、外相アンソニー・イーデンと大法官ジョン・サイモンが国際法廷による裁判に反対意見を表明している。
1942年10月7日、ルーズベルト大統領とサイモン大法官はそれぞれ、連合国戦争犯罪捜査委員会の設置と、戦犯裁判のためのあらゆる証拠を収集することを表明した。しかし第一次世界大戦後のライプツィヒ裁判の失敗から、具体的な戦犯裁判には米英は消極的であったこと、さらにソビエト連邦の裁判参加問題もあって、具体的な決定はなかなか行われなかった。ソビエト連邦は自国の構成共和国、とくにバルト三国に設置された社会主義政権を代表として認めるよう要求し、イギリスはこの要求を拒否した。ソビエト連邦は即時の戦犯裁判開始を求めていたが、イギリスは捕虜となっている将兵が報復されることを怖れ、大半の戦犯裁判は戦争中には行われなかった。1943年10月20日からロンドンで開催された17カ国会議によって連合国戦争犯罪委員会（UNWCC）の設置が決まった。11月1日にはモスクワ宣言が発表され、局地的な戦争犯罪被告人については被害国で裁くものの、国家・軍・ナチ党の指導者の裁判については今後決定されるとされた。
UNWCCは1944年1月11日に第一回正式会合を行い、まず何が戦争犯罪であるかの討議を開始した。この討議の中で、「戦争という犯罪」や、従来の戦争犯罪の枠に収まらない残虐行為（ナチス・ドイツが行ったリディツェ・レジャーキ村の殲滅行為など）も裁判の対象に加えるべきであるという主張が行われた。10月3日、UNWCC総会は「戦争犯罪人裁判のための最高司令官による混合軍事法廷設立を支持する勧告」を賛成8、反対4で採択した。この勧告では文民による国際法廷の開催と、明文化された条約の他に、「文明諸国民の間で確立した慣習、人道の法、ならびに公衆の良心の命ずるところから由来する諸国家の法の諸原理」「法として認められた一般的な実践の証拠としての戦争の国際的な慣例」をも根拠とするべきであるとしており、「人道に対する罪」は含まれていたものの、「平和に対する罪」は含まれていなかった。UNWCCは実際の裁判運営についてはイギリス外務省に一任するとしていたが、イギリス政府はUNWCCの勧告の多くに拒否反応を示した。イギリス政府は戦争犯罪については従来の狭い定義を用いるべきであると考えており、ドイツ国内におけるユダヤ人に対する迫害（ホロコースト）を対象に加えることにも反対し、戦後成立するドイツ政府に裁判を任せるべきと回答した。アメリカ国務省も「人道に対する罪」を対象とすることには反対しており、主要戦犯裁判については消極的であった。
しかしヘンリー・モーゲンソー財務長官は1944年7月にヨーロッパから帰還すると、アメリカ政府の対応がドイツに対して寛大すぎると非難を行うようになった。モーゲンソーはナチス戦犯のリストを作り、これら戦犯を即決で銃殺刑に処するよう主張するとともに、ドイツが犯した文明に対する犯罪を裁判で裁くよう主張した。アメリカ政府内でモーゲンソーの意見が影響力を持つようになると、陸軍長官ヘンリー・スティムソンは危機感を抱くようになった。スティムソンはモーゲンソーの方針がかえって新たな戦争の原因となると考え、全てのナチス指導者を裁判で裁くよう主張した。9月25日のケベック会談でモーゲンソーは戦犯の即時射殺をルーズベルトとチャーチルに提案し、両首脳は一時これを了承している。ところがモーゲンソーの戦後ドイツ統治計画「モーゲンソー・プラン」がマスコミからの非難を受けると、ルーズベルトとモーゲンソーの関係は冷却化し、モーゲンソーの影響力は低下していった。こうしてアメリカ政府内での戦犯裁判問題については陸軍省が主導権を握ることになった。
9月15日、マレイ・バーネイズ（Murray C. Bernays）陸軍中佐は、「ヨーロッパの戦争犯罪人の裁判」についての覚書を作成した。この覚書では、戦争以前にドイツが自国民に対して犯した犯罪を裁くことや、「戦争法規に反して殺人、テロリズム、平和的民衆の破壊を犯した共同謀議（conspiracy）」を裁くよう提案している。「共同謀議」論は、従来の戦争犯罪に収まらない組織的系統的な残虐行為、いわゆる「人道に対する罪」や、従来の戦争犯罪を行った国家の最高指導者や各級の指導者を裁くために導入されたものであり、具体的にはナチ党と親衛隊、突撃隊、ゲシュタポを含む国家と党の代理人を訴追するためのものであった。スティムソンは従来自国民に対する犯罪を加えることには反対していたが、バーネイズの見解に同意した。11月9日の陸軍・海軍・国務省首脳会議では共同謀議論の採用と、国際条約に基づく国際法廷の開催が決定されたが、侵略戦争開始についてはなおも検討が加えられることになった。司法省や国務省法律顧問は共同謀議論、そして侵略戦争を犯罪とすることについて批判したが、マルメディ虐殺事件が報道されたこともあって、次第にナチスに対する懲罰意見が強くなり始めた。年末には陸軍法務部長室内に戦争犯罪局が設置され、研究が開始された。1945年1月4日、ルーズベルト大統領は「不戦条約違反の侵略戦争開始」を告発に含めるべきであるという覚書に署名し、1月22日には共同謀議論の採用、侵略戦争開始の訴追等が陸軍・海軍・国務省三長官の間で合意された。4月にはハリー・S・トルーマン大統領がこの三長官合意を採用し、アメリカ政府の戦犯訴追方針が固まった。その後大統領側近のサミュエル・ローゼンマン、司法長官フランシス・ビドル、ロバート・ジャクソンらが中心となり、戦犯裁判の基本造りが開始された。
イギリス政府とアメリカ政府の協議が始まったが、イギリス政府は戦犯裁判に難色を示していた。しかし、ナチス政府が崩壊し、総統アドルフ・ヒトラーが自殺すると、イギリス政府は反対方針を取り下げ、裁判を承諾した。これにはヒトラーが法廷で演説するという事態が避けられたことも一因となっている。
戦犯裁判開催は定まったが、アメリカ・イギリス・ソビエト連邦・フランスの臨時政府は、中小国が参加するUNWCCを裁判に関与させず、自らが裁判の主導権を握る動きを見せ始めた。UNWCCはこれに抵抗しようとしたが、8月8日には4大国間で国際軍事裁判所憲章（ロンドン憲章）が成立し、4大国による戦犯裁判は既定方針となった。ロンドン憲章においては「平和に対する罪」「通例の戦争犯罪」「人道に対する罪」、そしてそれらを犯そうとする「共同謀議」の4点を裁判所の管轄とすることになり、この点では同憲章によって設立された「極東国際軍事裁判」とも共通していた。「人道に対する罪」の導入については、特にロバート・ジャクソンの役割が大きかったと見られている。

## 裁判官
判事は連合国の主要国のうち、ドイツと直接戦ったイギリス・アメリカ・フランス・ソ連の4か国からそれぞれ2名ずつ選ばれた。
- ジェフリー・ローレンス（裁判長、イギリス正判事）
- ノーマン・バーケット（イギリス副判事）
- フランシス・ビドル（英語版）（アメリカ正判事）
- ジョン・J・パーカー（英語版）（アメリカ副判事）
- アンリ・ドヌデュー・ド・ヴァーブル（フランス正判事）
- ロベール・ファルコ（フランス副判事）
- イオナ・ニキチェンコ（ソ連正判事）
- アレクサンドル・ヴォルチコフ（ソ連副判事）

## 被告人
被告となったのは24名の「主要戦犯」（英語: Major War Criminal）であり、うち2名が審理中に死亡、もしくは除外された。高齢を理由に免訴されたグスタフ・クルップに代わって息子のアルフリート・クルップを被告に加える動きがあり、米仏ソ三国は賛成したが、イギリスは反対し、裁判所も被告と認定しなかった。
ドイツの最高指導者だった総統アドルフ・ヒトラー、最高幹部の宣伝大臣ヨーゼフ・ゲッベルスや親衛隊全国指導者ハインリヒ・ヒムラーらは終戦時に自殺しており、起訴することが不可能であった。また、ナチ党最大の実力者であった党官房長マルティン・ボルマンも行方不明のまま（後年になってベルリン陥落時に自殺していたことが判明）であり、起訴はしたものの欠席裁判で死刑判決を言い渡された。
| 氏名                                 | 共同謀議への参加 | 平和に対する罪 | 通例の戦争犯罪 | 人道に対する罪 | 量刑     | 地位 | 付記 |
|                                      |                  |                |                |                |          | | 元の順序に戻す |
| ------------------------------------ | ---------------- | -------------- | -------------- | -------------- | -------- | --- | --- |
| マルティン・ボルマン                 | 起訴             | 不起訴         | 有罪           | 有罪           | 死刑     | ナチ党官房長。 | ナチ党における事実上最大の実力者。裁判当時は行方不明のため、欠席裁判が行われた（ベルリンの戦いの中で自殺したことが1972年に確認された）。 |
| カール・デーニッツ                   | 起訴             | 有罪           | 有罪           | 不起訴         | 禁固10年 | 1943年から海軍総司令官、海軍元帥。アドルフ・ヒトラーの後継大統領。 | Uボートによる通商破壊戦の企画実行者。 |
| ハンス・フランク                     | 起訴             | 不起訴         | 有罪           | 有罪           | 死刑     | ドイツ法律アカデミー総裁、無任所相、ポーランド総督。 | 03/ |
| ヴィルヘルム・フリック               | 起訴             | 有罪           | 有罪           | 有罪           | 死刑     | 内務大臣→ベーメン・メーレン総督。 | 04/ |
| ハンス・フリッチェ                   | 起訴             | 起訴           | 起訴           | 不起訴         | 無罪     | 宣伝省幹部（新聞局長→ラジオ放送局長） | 人気のあったラジオニュースキャスター。                                                                                                   |
| ヴァルター・フンク                   | 起訴             | 有罪           | 有罪           | 有罪           | 終身刑   | 経済大臣・ライヒスバンク総裁 | 1957年5月16日に病気により釈放。 |
| ヘルマン・ゲーリング                 | 有罪             | 有罪           | 有罪           | 有罪           | 死刑     | 空軍総司令官、国家元帥、航空大臣、四カ年計画責任者 | ナチ党のNo2、ヒトラーの自殺直前まで後継指名者。死刑執行前日に服毒自殺。                                                                  |
| ルドルフ・ヘス                       | 有罪             | 有罪           | 起訴           | 起訴           | 終身刑   | ナチ党総統代理、無任所大臣 | 1941年、イギリスへ和平交渉のために単独飛行し、イギリスで捕虜になっていた。                                                               |
| アルフレート・ヨードル               | 有罪             | 有罪           | 有罪           | 有罪           | 死刑     | 国防軍最高司令部作戦部長、上級大将 | 1953年、夫人の控訴に応じた西ドイツの裁判所はヨードルの無罪を宣告したが、アメリカはこの判決の受け入れを拒否した。                         |
| エルンスト・カルテンブルンナー       | 起訴             | 不起訴         | 有罪           | 有罪           | 死刑     | 国家保安本部長官 | 秘密警察の最高責任者。ハインリヒ・ヒムラーに次ぐ親衛隊の最高幹部。                                                                       |
| ヴィルヘルム・カイテル               | 有罪             | 有罪           | 有罪           | 有罪           | 死刑     | 国防軍最高司令部総長、陸軍元帥 | 11/ |
| グスタフ・クルップ                   | 起訴             | 起訴           | 起訴           | 起訴           |          | 重工業企業家クルップ家の当主 | 体力的に裁判に耐えられず訴追されなかった。                                                                                               |
| ロベルト・ライ                       | 起訴             | 起訴           | 起訴           | 起訴           |          | ドイツ労働戦線指導者、無任所大臣 | 1945年10月25日、公判前に自殺。 |
| コンスタンティン・フォン・ノイラート | 有罪             | 有罪           | 有罪           | 有罪           | 禁固15年 | 第二次世界大戦開戦前の1938年までの外務大臣→ベーメン・メーレン総督 | 1954年11月6日に病気により釈放。 |
| フランツ・フォン・パーペン           | 起訴             | 起訴           | 不起訴         | 不起訴         | 無罪     | ヴァイマル共和国時代末期のドイツ首相→ヒトラー内閣の副首相→駐オーストリア大使→駐トルコ大使                                                                                    | 15/ |
| エーリヒ・レーダー                   | 起訴             | 有罪           | 起訴           | 不起訴         | 終身刑   | 1943年まで海軍総司令官。海軍元帥 | ヒトラー政権に海軍として協力。1955年9月26日に病気により釈放。                                                                            |
| ヨアヒム・フォン・リッベントロップ   | 有罪             | 有罪           | 有罪           | 有罪           | 死刑     | 1938年から外務大臣 | 日独防共協定並びに日独伊三国同盟、独ソ不可侵条約の立役者。                                                                               |
| アルフレート・ローゼンベルク         | 有罪             | 有罪           | 有罪           | 有罪           | 死刑     | ナチ党外交政策全国指導者。東部占領地域大臣 | 支配人種説を標榜する、『二十世紀の神話』の著者。                                                                                         |
| フリッツ・ザウケル                   | 起訴             | 起訴           | 有罪           | 有罪           | 死刑     | 労働力配置総監・テューリンゲン大管区指導者 | 捕虜や住民などの強制連行・強制労働の責任者。                                                                                             |
| ヒャルマル・シャハト                 | 起訴             | 起訴           | 不起訴         | 不起訴         | 無罪     | ライヒスバンク総裁→経済大臣 | いわゆるナチス前期経済回復の立役者。1944年からはヒトラー暗殺計画に連座し、収監                                                           |
| バルドゥール・フォン・シーラッハ     | 起訴             | 不起訴         | 不起訴         | 有罪           | 禁固20年 | 1940年までヒトラー・ユーゲント指導者（ナチ党青少年全国指導者）→ウィーン大管区指導者                                                                                          | 21/ |
| アルトゥル・ザイス＝インクヴァルト   | 起訴             | 有罪           | 有罪           | 有罪           | 死刑     | オーストリア・ナチス指導者（アンシュルスの立役者）。オーストリア内相→同首相→独墺合邦後のオーストリア（オストマルク州）国家代理官（総督）→ポーランド総督府副総督→オランダ総督 | 22/ |
| アルベルト・シュペーア               | 不起訴           | 不起訴         | 有罪           | 有罪           | 禁固20年 | 建築家、1942年から軍需大臣 | ヒトラーと個人的にも親しく、総統官邸や国家党大会広場の設計者。                                                                           |
| ユリウス・シュトライヒャー           | 起訴             | 不起訴         | 不起訴         | 有罪           | 死刑     | 反ユダヤ主義新聞『シュテュルマー』の発行者。1940年までフランケン大管区指導者                                                                                                 | 24/ |

## 裁判の経過
首席検察官となったロバート・ジャクソンは、検察官の任務を二つの段階にわけた。
第一段階は「ナチス（国家社会主義ドイツ労働者党）、ゲシュタポ、その他の組織が一味となった全般的共同謀議を立証すること」であるとし、第二段階を共同謀議の一員である被告を特定することであるとした。この認識に基づいたロンドン憲章により、以下の6つの「犯罪組織（犯罪集団）」が訴追対象となった。すなわち、ナチ党指導部、内閣、親衛隊(SS)、突撃隊（SA)、「ゲシュタポおよびSD（親衛隊保安部）」、さらには「参謀本部および国防軍最高司令部（軍指導部）」であった。裁判にはアーネスト・ヘミングウェイ、エーリカ・マンと言った内外の著名人がレポーターとして傍聴に訪れ、国際的な関心も極めて高かった。
開廷初日の1945年11月21日、裁判長による、検察側の起訴状の罪状認否の質問に対し、被告全員が罪状を否定し、自分たちは無罪であると答弁した。
1946年9月30日の判決では、帝国内閣と軍指導部、そして突撃隊は有罪とされなかった。この認定は1945年12月10日に連合国管理理事会によって発令されていた管理理事会法律第10号によって、「犯罪組織」の構成員を対象に、各占領軍政府が訴追を行える根拠となった。ただしこの判決では、その組織が犯罪的組織であると認識していなかった者、国家による強制によって構成員となった者については戦犯から除外する規定があった。
死刑は1946年10月16日に絞首刑によって執行され、禁固者は1947年、ベルリン郊外のシュパンダウ刑務所へ移送された。
ニュルンベルク裁判の後、この裁判の被告に次ぐ立場にある戦争犯罪人、そして「犯罪組織」の構成員に対する二種類の国際裁判が計画されていた。フランスとソ連はこの裁判開催を望んでいたが、アメリカは消極的であり、裁判の終結まで開催決定は先送りされ、結局開催されなかった。ロバート・ジャクソンは4カ国語の通訳は手間がかかり、経費がかさむと理由を挙げているが、実際には連合国間による摩擦を嫌ったアメリカが、単独での裁判を望んだためと見られている。その後、ドイツ国内の各国占領地域でそれぞれ個別の非ナチ化裁判が行われ、ニュルンベルク裁判で無罪となった3人もそれぞれ別の有罪判決を受けた。またニュルンベルクを占領していたアメリカ軍が、ニュルンベルクにおいて行った裁判群は特に「ニュルンベルク継続裁判」と呼ばれる。

## 裁判に対する評価の論点

### 事後遡及の観点
「平和に対する罪（侵略戦争）」、「人道に対する罪」は国際条約などで完全に成立したわけではなく、法の不遡及、罪刑法定主義の立場をとる欧州大陸法的な立場からは「法廷による法の創造」が行われた「事後法」による裁判との批判が当時から現在まで根強くある。裁判の弁護人を務めたヤールライスは、裁判について、道徳や人類の進歩の名に於いて要求されているべき法の問題ではなく、現行法の問題と扱うべきであるとして批判し、さらに、ニュルンベルク裁判規約についても、原則的に新しいものを設定することとなり、革命的であるとの見解を表明した。
この批判は戦時中から存在したが、刑法学者シェルドン・グリュックは「侵略戦争の遂行は不法である」「国家の名において犯された犯罪行為で政府構成員の個人の罪を認めることは何等遡及的ではない」と反論している。しかしグリュックも侵略戦争の罪に疑義が呈されることは認識しており、より疑義の少ない「通常の戦争犯罪」だけでなく、侵略戦争の罪を加えて複雑化したのはなぜかという疑問を呈している。裁判直後、バイエルン州首相でもあった法律家ハンス・エーハルトは、1939年の段階で侵略戦争の罪で裁くことは不法であるとしながらも、これらの観点が導入されたのは政治的な配慮によるものであるとし、将来の戦争抑止という意味で一般的な正義の感覚を代弁しているとしたうえで、「これほどまでのおぞましい犯罪者集団を罰するのに、既存の法概念では明らかに不充分と思われたからだ」としている。首席検察官ロバート・ジャクソンはこのエーハルトの意見について同意できない点があるとしながらも、「これまでに出たおなじみの批判にくらべると、ずっと有益な議論を示していると思う」としている。

### 戦争・人道犯罪抑止の観点
ニュルンベルク裁判がホロコーストをはじめとする人道的事件に対して、充分な措置を行えなかったという批判も存在している。マイケル・マラスやジェフリー・ロバートスンはホロコーストやポライモス等を正当化したナチズムを断罪した裁判として高く評価しているが、ローレンス・ダグラスやP.ノヴィックはホロコーストに注意を喚起するために、裁判は充分な役割を果たさなかったと批判している。

### 戦勝者による裁判の中立性
この軍事法廷は「勝者の連合国によって敗者となったドイツの戦犯を裁く」という異例な形式の裁判であった。ウィリアム・ボッシュ(William Bosch)はスティムソンらのアメリカ首脳の戦犯裁判方針を、道徳主義的・法遵守主義的傾向を見、「同じ事でも枢軸側がやれば悪、連合国側がやれば必要悪」とする「ダブルスタンダード」の傾向があると指摘している。リチャード・マイニアは、連合国の正当化に裁判が利用されたという面を指摘している。戦後を通じて「勝者である連合国による断罪」という政治的行為が、「侵略戦争」や人道に対する罪を非難する動きに、否定的な影響を与えたのではないかと指摘する声が存在している。
またニュルンベルク裁判における全ての裁判官がアメリカ、イギリス、ソ連、フランスという戦勝国だけから出ていたため、これが戦勝国による軍事裁判であることを考慮したとしても、裁判の中立性を著しく欠いていた。これに対して、極東国際軍事裁判では比較的中立的な立場に立てたインドからも判事が召請されており、ラダ・ビノード・パール判事が個別意見として全被告人を無罪とする意見を出している。
ニュルンベルク裁判アメリカ検事団長のロバート・ジャクソン連邦最高裁判事の上司で、当時アメリカ連邦最高裁長官だったハーラン・ストーン判事は、雑誌『フォーチュン』の記者とのインタビューで次のように答えている。
また、尋問官その他のスタッフには欧州からの亡命者が多く、そのために裁判は「復讐裁判」的な色彩を一層強くしたという指摘がある。ニュルンベルク裁判の判事を務めたが、裁判の手続きを批判して辞任したアメリカのチャールズ・F・ウェナストラム・アイオワ州最高裁判事は、こう述べている。

### 免責された戦勝国の犯罪
ニュルンベルク裁判の大きな問題点はドイツ側の（戦勝国の憶測によるものも含む）「犯罪」を一方的に断罪したが、戦勝国側の「犯罪」は完全に免責するという基準を持っていたことである。1939年9月ドイツが西からポーランドへ侵攻した一方で、同じ時期にソ連も東からポーランドに侵攻しており、さらに1939年11月のフィンランドとソ連の冬戦争では、ソ連は侵略の罪状で国際連盟から追放されているにもかかわらず、ニュルンベルク裁判では、ドイツが「平和に対する罪」で告発された一方で、ソ連の「平和に対する罪」は不問に付された。連合軍によるドイツへの無差別爆撃（ドイツ本土空襲）、ドレスデン爆撃などをはじめとして、日本本土への爆弾投下量の10倍にも当たる150万トンもの爆弾がドイツ本土に投下され、少なくとも30万人の非戦闘員が犠牲になった。ソ連軍の侵攻によってドイツのソ連占領地区で起きた、ソ連兵による強姦・暴行・殺人事件も裁判では不問とされた。
連合軍、ソ連の戦争犯罪には、戦時国際法に違反したレジスタンス（パルチザン）活動の積極的な支援がある。
ニュルンベルク裁判が行われた1945年以降、特に戦勝国による侵略行為や虐殺行為が一度も裁かれた事はなく、ニュルンベルク裁判の規範が守られた事は二度と無かった。

### ニュルンベルク憲章への批判
1945年8月8日、アメリカ、イギリス、フランス、ソ連の戦勝連合国はニュルンベルク憲章（Nuremberg Charter）を定めて、裁判の法的枠組みを設定した。しかし、近代刑法における原則である法の不遡及が守られず、被告の控訴は否認され、恣意的な裁判審理手続きを定めた裁判は、近代裁判とはかけ離れていた。
ニュルンベルク裁判での証拠採用基準は近代の裁判基準から大きく逸脱しており、（特に19条、21条による）通常の裁判でならば、信頼できないものとして却下されるような証言が、犯罪を立証する証拠として採用された。弁護団には、検事側の証人に対する反対尋問の機会、裁判資料を閲覧する機会がほとんど与えられず、一方で弁護活動を妨害された。弁護側に有利で検察側に不利な証拠が消失する事すらあった。最も問題であるのは、被告が逮捕・尋問の過程で暴行や虐待を受けていることである。
また、当裁判の法的根拠であるロンドン協定には、アメリカ検事ジャクソン、フランス予備裁判官ファルコ、ソ連検事ニキチェンコが署名している。このことは、ニュルンベルク裁判が、立法者、検察官、裁判官を兼ねることを禁じた「司法権力の分割」という根本的な原則からして大きく逸脱していたことを意味している。
人道に対する罪や平和に対する罪は、法廷が設置される以前には存在しておらず、間に合わせに作り出され、法的な基準に反して、遡及的に適用された。
- 第13条は法廷は独自の裁判審理手続きを定めると決定している。
- 第18条は国際軍事法廷の本質を明確に表している。

第18条 「遅延行為を防止するため、起訴内容に関係のない案件や陳述は除外する」。弁護側に許されているのは、起訴状にある罪状についてのみ弁護活動が可能であった。
- 第19条により証拠の採用基準がまったく存在しない。

第19条 「法廷は非法技術的手続きを最大限に適用し、証明力があると認めるいかなる証拠も許容する」。
- 第21条により連合国当局やソ連、共産国家の人民委員会が文書、報告書、記録で確定した全てのことは、顕著な事実と認められる。

第21条 「法廷は「公知の事実」については、証明を求めることなく、これを法廷に事実と認める。法廷は、戦争犯罪捜査のため同盟諸国において設立された委員会の決議および文書を含む、連合諸国の公文書および報告書並びにいずれかの連合国の軍事法廷またはその他の法廷の記録や判決書をも、同様に法廷に顕著な事実と認める」。
- 第26条は控訴を全く認めていない[注釈 7]。

アメリカ合衆国最高裁・裁判長ハーラン・ストーン判事は、ニュルンベルク裁判は連合国による集団リンチであると述べている。

## 被告に対する暴行や弁護団への不法行為
ドイツ近代史の専門家であり、ミュンヘン大学教授でもあったヴェルナー・マーザー博士 (Werner Maser) はこの問題点について、こう述べている。

### 弁護団への妨害行為
弁護団が見る事の出来るのは、有罪の証拠となるようなデータのみであった。　
これに反し、検察側はこれらのを記録を証拠として有罪を証明できるのであった。
弁護団には被告側に有利な資料を探し出す可能性は、ゼロだった。 
弁護団から要求される記録は、まず検察側に提示されなければならないし、検察側はそれを採用すべきかを決定した。
弁護団が、検察側の引用する記録を見せてほしいと要求しても、引用した記録が行方不明になっていることがあった。
ニュルンベルクの記録は連合国の将校たちに警備されていた為、その記録は将校たちの手で金庫から持ち出された可能性がある。
弁護側の証人や支援者は、脅迫を受けたり、出廷させてもらえなかったり、逆に検察側の証人にされたりした。
オズワルド・ポール (Oswald Pohl) は、アメリカおよびイギリス役人から拷問を受け、
ワルター・フンク (Walther Funk) の有罪を証明する、と約束するまで虐待された。

### 許可されなかった反対尋問
1945年11月28日、弁護人エゴン・クブショク博士は、メッサースミスという名の証人による、
数人の被告に重大な不利益をもたらすものである供述書の内容に対し、異議を申し立て、反対尋問を要請した。
それに対し、検事アルダーマンは、証人に反対尋問を受けさせる事を拒否し、「証拠価値ありとみえる一切の証拠資料を承認するものである」とする協定第18条を持ち出した。

### 被告への暴行や拷問行為
ユリウス・シュトライヒャーは連合国のユダヤ人将校から、4日間に渡り、拷問や暴行を受けたと証言した。
他にハンス・フランクも、アメリカ兵に暴行されたと証言している。

## 国際犯罪観への影響
この裁判によって採用された原則は、1947年の国際連合総会で「ニュルンベルク諸原則」として採択された（決議95-1）。この原則で平和に対する罪、人道に対する罪、戦争犯罪が国際的な罪であると初めて明文化されたほか、国際犯罪においては国内法の範囲は無関係であるとし、単に命令を実行した者であったとしても、責任は免れ得ないことなどが定められた。また検察官は最終論告においてユダヤ人の虐殺を「ジェノサイド」と形容し、「ジェノサイド罪」を国際法上の犯罪として位置づけようとする動きの中で、この言葉は法的実効性を持つものと考えられるようになった。

## 戦後ドイツにおけるニュルンベルク裁判観
ニュルンベルク裁判は戦犯個人、および組織の罪を裁いたものであったが、ドイツという国家自体については裁かれなかった。カール・ヤスパースはナチス・ドイツをナチ党による不法な簒奪によって生成された「不法国家」であるとみなし、ニュルンベルク裁判の被告となったナチス指導者達は政治犯ではなく、刑事犯罪者であると規定した。この考え方はドイツにおけるニュルンベルク裁判観の主流となり、裁判によって個人やナチス組織の罪が追及されたものの、ドイツ国民やドイツ国の「集団的罪」についてはこれを否定する傾向がある。
裁判中にドイツ国民に対して行われた調査によると、裁判で裁かれる各種犯罪について裁判で初めて知ったものの割合は当初三分の二であったが、終盤には80%を超えた。裁判開始の時点では70%の回答者が被告全員が有罪であると考えていたが、判決後には56%に減少している。また50%が判決は正当であると回答している。また西側占領地域で判決後に行われた国際軍事裁判の形式についての調査では、70%が正しいと回答していたが、4年後には70%が正しくないと回答している。これは少数のナチ党指導者を裁いたニュルンベルク裁判に対し、軍や企業と言った身近な組織が裁かれる印象をあたえたニュルンベルク継続裁判への反発があるとみられている。

## ドイツ政府によるニュルンベルク裁判への対応
ドイツ政府は現在に至るまで、ニュルンベルク裁判は戦勝国に一方的に不法で裁かれた裁判（Siegerjustiz）として認めておらず、いかなる条約も受諾していない。
ドイツ政府がニュルンベルク裁判を承認していない顕著な例は、ホロコースト否定を取り締まる法である。例えば、ニュルンベルク裁判で裁く側であったフランスではゲソ法による取り締まりが行われる。ゲソ法はニュルンベルク裁判と関連付けられており、「人道に対する罪」に異議のある者を取り締まる。しかし、ドイツでは政府自体がニュルンベルク裁判を承認してないため、民衆扇動罪（ドイツ刑法典130条。特に第3項）により、取り締まりが行われる。
民衆扇動罪は、公共の場で「ホロコーストは捏造である」「ガス室は無かった」等の発言で大衆を扇動するなど、社会の平穏を乱すような場合にのみ適用される。したがって、ホロコースト否定派が、閉じられた空間の中でそうした発言をしても適用されない。
また、ホロコーストの規模や人数を「疑問視するだけ」では、民衆扇動罪の要件を満たさないので適用されない。
連邦憲法裁判所は、刑法130条の解釈・適応および具体的な意味理解について、表現の自由への配慮を要請しており、刑事裁判所が下したいくつかの有罪判決を覆している。例えば、ある男性がドイツの戦争責任やホロコースト否定を記した文章を飲食店店主に手渡した事を理由に民衆扇動罪で有罪となったが、連邦憲法裁判所は二人の間で文章がやり取りされただけで頒布には当たらず、平穏を乱す効果はなかったと判断し有罪判決を破棄している。

## ニュルンベルク裁判の問題点
ドイツ現代史、ホロコースト研究を専門とする武井彩佳は、ニュルンベルク裁判について「戦争犯罪人の処罰で画期的であったのみならず、その後の国際秩序の形成においても分水嶺となった」と評価した。しかしその一方で、同裁判は、皮肉にも歴史修正主義の「生みの親」になったとした。裁判の結果を受け入れることは将来に渡りドイツ人が残虐行為の責を追うことになり、名誉を回復したいのであれば裁判を否定したいと考えても不思議ではないとして、その「論拠」は以下のように求められたとした。
1. ニュルンベルク裁判は、正当性に欠いている問題。戦勝国が、検察官と裁判官を同時に務めることは出来ない。
2. 法的な問題。ドイツを裁く根拠となった「平和に対する罪」や、「人道に対する罪」の概念は、犯罪が行われた当時は確立しておらず、事後法で遡及的に裁いてはならないとする法の大原則に反する。
3. 道義的な問題。米英軍によるドイツの都市への無差別爆撃、ソ連軍による略奪や強姦、虐殺、東欧からのドイツ人の追放など、連合国側の戦争犯罪が不問にされた。
4. ニュルンベルク裁判が、ドイツ人の「集団罪責論」に立っているという問題。集団罪責論とは、戦争責任は政治指導者だけでなく、一般市民にもあるとする。ドイツ人全体を犯罪者とする思想は、ユダヤ人全体を犯罪者としたナチスと同じである。

武井はさらに、こうした主張の一部には「正当」と言える点があるとして以下のようにも述べている。
- ポーランド進攻は、ソ連はドイツと開戦前にポーランド分割を合意して進攻していたのに、裁判ではドイツを断罪する側の裁判官の席についていた。これは相手も同じ事をしているのに、どうして自分たちだけが責められるのか。という理論として使われるようになる。

- 連合国の戦争犯罪についても、修正主義者の主張通りである。

- 集団罪責論は、ドイツ人にも独裁政治に抵抗した人や迫害された人がいたが、それらの違いを一般化し、塗り込めてしまう単純化であり、ドイツ人が強く反発したのも理解できる。

アンネッテ・ヴァインケ（Annette Weinke）は、ニュルンベルク裁判の最大の欠点として、ドイツ降伏直後の1945年5月にフランス軍がアルジェリアのセティフで4万人の民衆を虐殺した（Sétif and Guelma massacre）が、フランスに対する反乱行為として正当化を行い、フランス軍人は処罰されず、1946年以降、特に戦勝国による侵略行為、民間施設への爆撃、虐殺などに対して、ニュルンベルク裁判で創造された規範が一度も適用されず、拘束力を持たなかった事である。と指摘している。
ヴェルナー・マーザーは、ニュルンベルク裁判の問題点として、おおよそ次の点を指摘する。
- 法廷の中立性が守られていない。

戦勝国のみで裁判官が構成されており、法廷の中立性を侵している。
- 事後法を用いて、法の遡及で裁いている。

事後法であり、法は遡及してはいけないという法の大原則を侵している。（国際連合は、1950年に法の遡及は人権侵害であると声明を出している。）
- 侵略戦争という定義の薄弱性

侵略戦争の定義に関する議論の席でソ連の代表の一人が「人は侵略、侵略と口にするが、その時は何だが知っている。だが、概念を定義するとなると困難に突き当たる」と困難さを述べている。侵略戦争の定義は現在に至っても存在していない。また、侵略戦争の定義が定まれば、困るのは戦勝国側であり、ニュルンベルク裁判以前も以降も戦勝国は国際法違反の侵略行為を繰り返しているからである。これらの侵略行為は、戦後定められたニュルンベルク諸原則が採用されていれば、死刑になる者が出るはずであったが、誰も裁かれることはなかった。
- 戦勝国軍の戦争犯罪の処理の甘さ

例えばアメリカ軍はベトナム戦争でソンミ村の大量虐殺を引き起こしたが、その戦争犯罪者たちは、ウィリアム・カリー (軍人)を除いて全員無罪となり、カリーも僅か三年で釈放されてしまい、カリーは犯罪者ではなく英雄になった。と身内に対する甘い処理を指摘している。
- 被告や弁護団への不当行為

被告へ拷問や暴行があった。弁護団へ提供された資料は、翻訳されておらず、事前の入手は許されず、被告への弁護に使用するのは不可能だった。一方検察は翻訳されており、事前に入手していた。弁護団や被告に有利な資料は行方不明になった。検察側が提示した資料は偽造された可能性がある。法廷に提出された証言の供述文書に対し、不審を感じた弁護側が証人に反対尋問を要請したが拒否され、反対尋問が許可されることはなかった。
- 連合国側が重大な国際法違反を行っている問題

例えば、日本に対する原爆投下や、ドイツ人追放である。ドイツ人追放はドイツ降伏後、無防備となったドイツ人やドイツ系住民に対し行われたもので、ドイツ東部領土からドイツ人が追放された。また東ヨーロッパに何世代にも渡って住居していたドイツ系住民もドイツ系というだけで、ロシア、ポーランド、チェコスロバキアの国籍を有していたのにもかかわらず、土地や金銭を奪われて迫害を受けて追放された。この過程により、最大で200万人もの犠牲者が出たとされている。未だに、土地、財産が返還されていないドイツ人、ドイツ系住民に行われた迫害、虐殺行為は、あらゆる国際法に違反しており、ハーグ陸戦条約（特に55条）、ケロッグ＝ブリアン条約、大西洋憲章、ジュネーヴ条約、ウィーン条約、多くの国際連合宣言、驚くべき事に戦勝国がニュルンベルク裁判で定めたはずのニュルンベルク諸原則にすら違反していた。
マーザーはニュルンベルク裁判は国際法廷などというものでは決してなく、勝者の法廷であって、戦争を起こした罰を与えるというアメリカの伝統に則ったものであると評している。

## 不起訴になったカティンの森事件
ニュルンベルク裁判でソ連代表検事のイオナ・ニキチェンコは、カティンの森の虐殺の責任をドイツ側に押し付けようとした。
1946年7月にカティンの森事件について、ドイツによる犯罪かどうか討議が行われたが証拠不十分とされた。
ソ連側は1990年に崩壊するまでドイツの仕業と主張していた。
1992年10月にロシア政府は、虐殺をスターリンが指令した文書を公表し、ソ連側が犯人であることが確定した。

## 映像化
- 『ニュルンベルク裁判 人民の裁き』ロマン・カルメン監督によるドキュメンタリー映画（1946年・ソビエト連邦）
- 『ニュールンベルグ裁判』スタンリー・クレイマー監督による映画（1961年・アメリカ）
- 『ニュルンベルク軍事裁判』（DVD邦題：ニュールンベルグ軍事裁判 ヒトラー第三帝国最後の審判）テレビドラマ（2000年・アメリカ、カナダ）